# Lac Quénonisca
Le lac Quénonisca est un plan d'eau douce de la municipalité de Eeyou Istchee Baie-James (municipalité), dans la région administrative du
Nord-du-Québec, au Québec, au Canada. La partie Nord du lac est traversée vers l’Ouest par la rivière Broadback.
La foresterie constitue la principale activité économique du secteur. Les activités  récréotouristiques arrivent en second, grâce à un plan d’eau navigable en amont incluant la rivière Broadback et la rivière Nipukatasi.
La partie Sud du bassin versant du lac Quénonisca est accessible grâce à une route forestière (sens Est-Ouest) venant de l’Ouest et reliant la
route allant vers le Nord.
La surface du lac Quénonisca est habituellement gelée du début novembre à la mi-mai, toutefois la circulation sécuritaire sur la glace se fait généralement de la mi-novembre à la mi-avril.

## Géographie
Le lac Quénonisca fait partie d’un ensemble de lacs dans le même secteur, qui sont formés en longueur, plus ou moins en parallèle les uns et les autres, dont le lac Salamandre (côté Ouest), le lac Rocher (rivière Nipukatasi) (côté Est) traversé par la rivière Nipukatasi et le lac Amisquioumisca (côté Est).
Le lac Quénonisca comporte une longueur de 56,9 km, une largeur de 3,2 km baie James, une altitude de 438 m et une superficie de 51,68 km2.
Le lac Quénonisca est surtout alimenté par la décharge du lac Opataouaga, venant du Sud et se déversant au fond d’une baie (longueur : 8,9 km) sur la rive Sud-Est ; et par la décharge du lac de la Peupleraie se déversant sur la rive Nord-Ouest. En outre, la rivière Broadback traverse vers l’Ouest la partie Nord du lac Quénonisca.
Le lac Quénonisca comporte 49 îles dont une de 5,1 km à son embouchure et une autre de 5,0 km en longueur près de la partie Sud du lac Salamandre (rivière Broadback) (lac voisin du côté Nord-Ouest).
Les zones environnant le lac ont une topographie généralement nivelée, à l'exception du :
- côté Nord-Est, près de l’embouchure du lac où le sommet du Mont Scott culmine à 349 m à 2,3 km de la rive Sud-Est ;
- côté Sud, où il y a plusieurs montagnes.

## Géologie
La "Suite intrusive de Rocher-Quénonisca" comprend l’Intrusion de Whitefish (nAwf) qui affleure principalement entre les lacs Quénonisca et Rocher (feuillets SNRC 32K09 et 32K10), l’Intrusion de Rocher (nAlrc) et une autre petite intrusion de péridotite de moins de 1,5 km de diamètre qui coupe les paragneiss du "Complexe de Rocher" (nAroc) et les gneiss migmatitiques du "Complexe de la Bétulaie" (nAbtu) dans la région du lac Rocher (feuillet SNRC 32K09).
Cette unité a été initialement décrite comme le « Massif du secteur Rocher-Kenonisca » par Franconi (1974) dans son rapport sur la cartographie de la moitié ouest de la bande volcano-sédimentaire de Frotet-Evans. Elle a été renommée « Suite intrusive de Rocher-Quénonisca » par Brisson et al. (1998) lors de la cartographie de la région du lac Rocher (feuillet SNRC 32K09). L’ajout de l’Intrusion de Whitefish (nAwf) et de l’Intrusion de Rocher (nAlrc) comme lithodèmes dans la Suite intrusive de Rocher-Quénonisca est proposé à la suite des travaux de terrain et de compilation de Leclerc et Caron-Côté (2017).

## Toponymie
D’origine cri (Cri de l’Est, dialecte du Nord), cet hydronyme signifie « le lac long ».
Le toponyme lac Quénonisca a été officialisé le 5 décembre 1968 à la Commission de toponymie du Québec, soit à la création de cette commission.